# KkStB-Tenderreihe 2
Die kkStB-Tenderreihe 2 war eine zweiachsige Schlepptenderreihe der kkStB, deren Tender ursprünglich von der Mährischen Grenzbahn (MGB) stammten.
Die MGB beschaffte diese Tender 1871 bei der Lokomotivfabrik Sigl in Wien für ihre Lokomotiven 1–2.
Nach der Verstaatlichung der MGB 1895 reihte die kkStB diese Tender als Reihe 2 ein.
Sie wurden mit Lokomotiven der Reihen kkStB 90, kkStB 91 und kkStB 92 eingesetzt.